# 相羽村
相羽村（あいばむら）は、かつて岐阜県揖斐郡にあった村である。
現在の揖斐郡大野町相羽に該当する。
相羽村発足時は大野郡の村であったが、郡の分割編入で揖斐郡の村になった。

## 歴史
- 1889年（明治22年）7月1日 - 町村制により、相羽村が発足。
- 1897年（明治30年）4月1日[2] - 大野郡が揖斐郡と本巣郡に分割。当村は揖斐郡の所属となる。
- 1897年（明治30年）4月1日 - 黒野村、六里村、麻生村、下方村と合併し大野村発足。同日相羽村廃止。